# Bình Mỹ (An Giang)
Bình Mỹ is een xã in het district Châu Phú, een van de districten in de Vietnamese provincie An Giang in de Mekong-delta.
Thị trấn: Cái Dầu

Xã: Khánh Hòa ·Mỹ Đức · Mỹ Phú · Ô Long Vĩ · Vĩnh Thạnh Trung · Thạnh Mỹ Tây · Bình Long · Đào Hữu Cảnh · Bình Phú · Bình Chánh · Bình Mỹ